# الليبرالية الحكومية الدولية

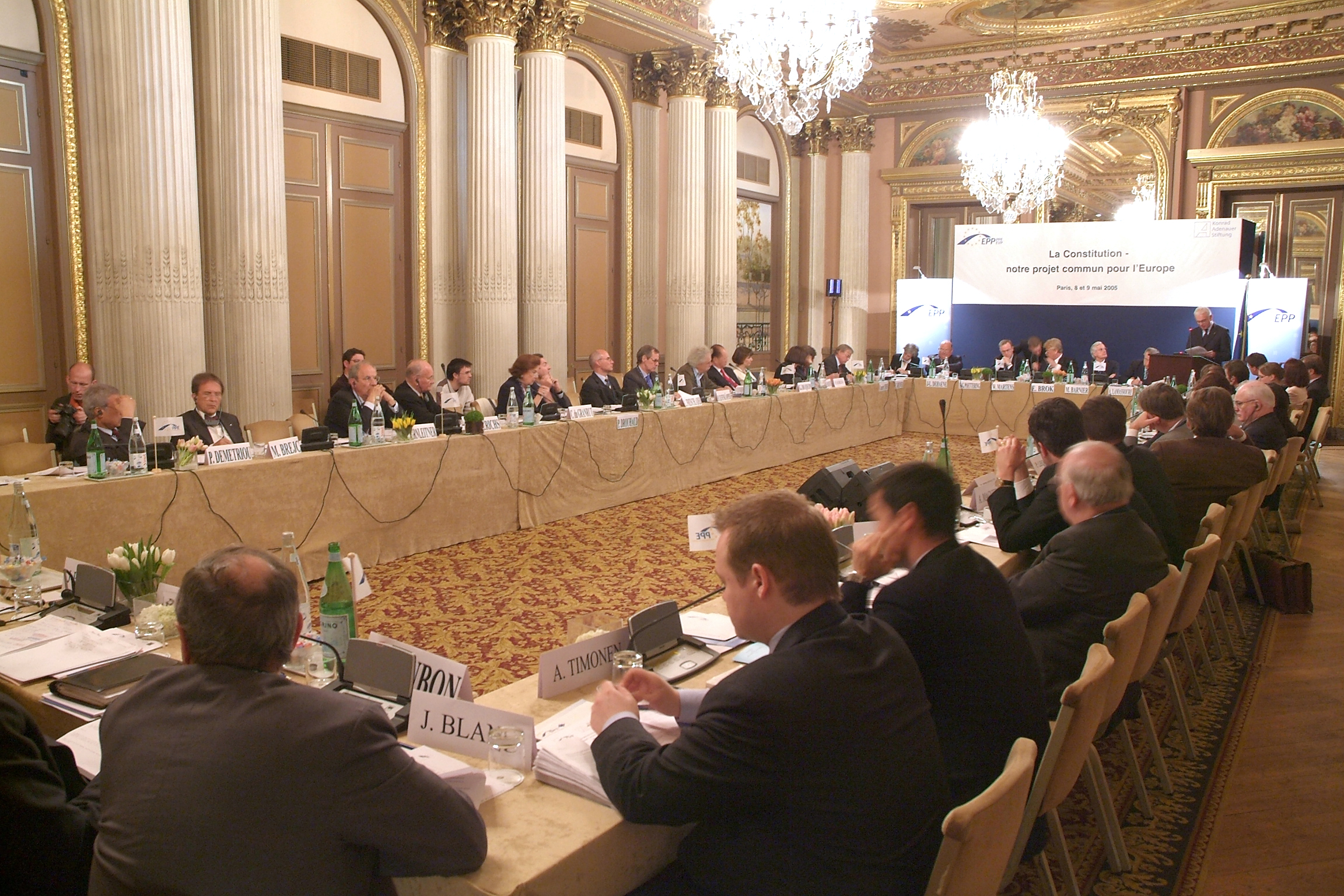
مناقشات حزب الشعب الأوروبي حول دستور الاتحاد الأوروبي، باريس 8-9 مارس 2005.

الليبرالية الحكومية الدولية هي نظرية سياسية طورها أندرو مورافسيك (Andrew Moravcsik) في عام 1993 لشرح التكامل الأوروبي. تستند النظرية إلى النظرية الحكومية الدولية وقد طورها بشكل أكبر وتقدم منظورًا أكثر أصالة من سابقتها مع تضمينها للجوانب النيوليبرالية والواقعية في نظريتها.
أُنشئ النظام الحكومي الدولي الليبرالي ليكون نظرية كبرى، تسعى النظرية إلى تفسير التحول الأوسع للتكامل الإقليمي. يجادل أصحاب النظريات الحكومية الدولية الليبرالية بأنه من المستحيل شرح مفهوم الاتحاد الأوروبي بعامل واحد ويعتقدون أن هناك حاجة إلى مناهج أو نظريات مختلفة لفهم مدى تعقيد الاتحاد الأوروبي. تنظر الحكومات الليبرالية إلى الدول باعتبارها الجهات الفاعلة الرئيسية، وترى الاتحاد الأوروبي كمؤسسة دولية يمكن دراستها من خلال النظر إلى الدول على أنها الجهات الفاعلة الرئيسية في حالة الفوضى السياسية،
حيث تحقق كل دولة هدفها من خلال المفاوضات والمساومة. يدرس النظام الحكومي الدولي الليبرالي بشكل خاص عملية هذه المفاوضات والمساومة بين الدول الأعضاء في الاتحاد الأوروبي.
يعرّف أندرو مورافسيك في كتابه The Choice for Europe (1998) التكامل في الاتحاد الأوروبي: «يمكن فهم تكامل الاتحاد الأوروبي على أفضل وجه على أنه سلسلة من الخيارات العقلانية التي يتخذها القادة الوطنيون. استجابت هذه الاختيارات للقيود والفرص الناشئة عن القوة النسبية للمصالح الاقتصادية للمكونات المحلية القوية، والدول الناشئة عن الاعتماد المتبادل غير المتكافئ، ودور المؤسسات في تعزيز مصداقية الالتزامات بين الدول.»
أثبتت الحكومة الليبرالية فائدتها من خلال أساليبها في تنظيم وبناء الدراسات التجريبية. ومع ذلك، فقد تعرضت الحكومات الليبرالية لانتقادات شديدة. يتمثل النقد العام للحكومات الليبرالية في أنها تركز على نظرية المساومة الكبرى والقرارات الكبرى، وأنه لا يوجد لديها طريقة لشرح إجراءات صنع القرار اليومية. يشير العديد من النقاد إلى أن الحكومات الليبرالية تركز حصريًا على لحظات تعديل المعاهدة والمصالح الاقتصادية للدول الأعضاء، بينما تتجاهل جداول أعمال السياسة اليومية التي تمثل غالبية سياسات الاتحاد الأوروبي. علاوة على ذلك، لم تقدم نظرية أندرو مورافسيك أبدًا سردًا تفصيليًا ليبراليًا حكوميًا لسلطات محكمة العدل الأوروبية، على الرغم من أن الحساب الليبرالي (المعدل) للتكامل القانوني الأوروبي ممكّن بالتأكيد.